# Paul Mealor
Paul Mealor (født 25. november 1975 i St. Asaph, Wales) er en walisisk komponist, professor og lærer.
Mealor studerede først komposition privat hos William Mathias, for herefter at studere videre på Universitetet i York (1994-2000), og på Det Kongelige Danske Musikkonservatorium i København hos Hans Abrahamsen (1998-1999). Han har skrevet tre symfonier, orkesterværker, kammermusik, koncertermusik, en opera, sange, korværker, motetter etc. Mealor er professor og lærer i komposition ved universitetet i Aberdeen i Skotland, og har rejst som gæsteprofessor i Skandinavien og USA på forskellige konservatorier og universiteter. Han er en af de mest spillede komponister i den klassiske musik af den unge genration i dag. Mealor skrev sangen Wherever you are (Hvor end du er), som blev et kæmpe hit på de britiske hitlister i (2011). Størstedelen af hans kompositioner er korværker og motetter. Han har modtaget flere priser såsom f.eks. Johannesorden (OStJ) (2018) og Saltire Society Fletcher of Saltoun Award (2020).

## Udvalgte værker
- Symfoni nr. 1 "Passions tidevand" (2015) - for sopran, barytonsolister, kor og orkester
- Symfoni nr. 2 "Hellige steder" (2016) - for orkester
- Symfoni nr. 3 "Belysning" (2018) - for orkester
- Klaverkoncert (2020) - for orkester
- Keltiske tilbedere (2014) - for børnekor, kor og orkester
- Ubi Caritas et Amor (Hvor næstekærlighed og kærlighed) (2011) - Motet (komponeret til Prins William og Catherine Middletons bryllup)
- Wherever you are (Hvor end du er) (2011) - Julesang for kor